# Janice Dickinson
Janice Doreen Dickinson (Brooklyn, Nueva York, 15 de febrero de 1955) es una modelo, fotógrafa de modas, actriz, escritora y mánager estadounidense. En noviembre de 2005 inauguró su propia agencia de modelos, The Janice Dickinson Modeling Agency, luego de participar como juez en cuatro temporadas del reality show America's Next Top Model.

## Vida personal
Dickinson se ha casado en tres ocasiones. Sus exmaridos son Ron Levy (1977–79), Alan B. Gersten (1995–96) y Simon Fields (1987–93), del cual tuvo un hijo, Nathan Fields, en 1987. Además, tiene una hija, Savannah Dickinson, quien nació en febrero de 1994. Una prueba de paternidad demostró que el padre biológico de Savannah no era el actor Sylvester Stallone, como Dickinson creía, sino el productor Michael Birnbaum. 
En sus libros y entrevistas, Janice ha descrito sus numerosas relaciones sexuales con celebridades de ambos géneros. Sus parejas pasadas incluyen a Warren Beatty, Sylvester Stallone, Jack Nicholson, Liam Neeson, Mick Jagger, Dolph Lundgren, Grace Jones, Kelly LeBrock y Bruce Willis. En una entrevista del año 2007 en The Howard Stern Show, Dickinson aseguró haber tenido relaciones sexuales con más de mil hombres. 
En uno de sus libros, confesó que su padre solía acosar sexualmente a su hermana mayor.
En noviembre de 2014, Dickinson declaró a Entertainment Today que el comediante Bill Cosby la había violado en el año 1982. También declaró haber querido contarlo en su autobiografía de 2002 pero los abogados de Cosby la persuadieron de no hacerlo. Dickinson se convirtió en una de las mujeres más visibles que acusaron al actor de abuso sexual.

## Carrera

### La segunda supermodelo del mundo
Dickinson se autoproclamó la segunda supermodelo de la historia después de Gia Marie Carangi. En una entrevista concedida al programa E! True Hollywood Story, del canal E!, ella describió cómo acuñó el término «supermodelo». Su mánager, preocupada por el exceso de trabajo que Janice tenía en la cúspide de su carrera, le dijo: «Tú no eres Superman», a lo que Dickinson respondió: «No soy Superman, soy una supermodelo». Sin embargo, su teoría ha sido rebatida. Dorian Leigh es ampliamente reconocida como supermodelo y su carrera comenzó y finalizó antes de que Dickinson naciera. Lisa Fonssagrives es considerada por la mayoría en la industria de la moda como la primera supermodelo del mundo. En 1968, un artículo en la revista Glamour describía a Twiggy, Cheryl Tiegs, Wilhelmina, Veruschka, Jean Shrimpton y otras quince modelos como «supermodelos».
No obstante, Janice fue una de las primeras modelos en derribar las barreras raciales gracias a su exótica apariencia. Cuando Dickinson comenzó a trabajar en la industria, Eileen Ford (creadora de la agencia Ford Models) se negó a contratarla debido a sus labios, argumentando: «Con esa boca, jamás trabajará». De acuerdo al escritor Stephen Fried, fue en París donde Janice encantó a los fotógrafos franceses y su carrera despegó. De vuelta en Estados Unidos, se destacó de entre todas las rubias de la industria y apareció en la portada de la revista Vogue en diversos países, excepto en el suyo.

### Televisión
Dickinson volvió a la palestra al participar como jurado en las primeras cuatro temporadas del reality show America's Next Top Model, donde resaltaba por su actitud frente a las concursantes y las concursantes se volvieron concursantes, aparte de constantemente pelear con los otros miembros del jurado. Dickinson fue invitada en la quinta temporada del reality para hacer una sesión fotográfica donde ella era la fotógrafa y directora creativa. También condujo su propio programa, The Janice Dickinson Modeling Agency.
En el año 2005, Janice apareció regularmente en la quinta temporada del programa The Surreal Life. En el show, ella peleaba constantemente con su compañera Omarosa. En entrevistas recientes, Janice ha dado a entender que se arrepiente de participar en el programa.
Dickinson participó junto la modelo británica Abigail Clancey en el reality show Abbey & Janice: Beauty & The Best, programa en el que se muestran los intentos de Clancey por ingresar a la industria del modelaje estadounidense. El show fue estrenado en Inglaterra el 14 de mayo de 2007 y en Estados Unidos el 19 de febrero de 2008, en el canal Oxygen.
Janice formó parte de la 2 Temporada del reality show de la cadena estadounidense NBC, I'm a Celebrity...Get Me out of Here! en el 2009, donde un grupo de celebridades deben convivir en la jungla, sin comodidades. Ella estaba en el equipo Snake Rock antes de que los dos grupos del programa se fusionaran. Dickinson obtuvo el segundo lugar de la competencia debido a su fobia a las anguilas. El programa fue grabado en una selva de Costa Rica.
Janice fue la estrella invitada en un episodio de la serie Charmed, donde el personaje de Paige se disfrazaba como Dickinson.